# جويل إرهارت
جويل إرهارت (بالإنجليزية: Joel Erhardt)‏ هو محامي أمريكي، ولد في 21 فبراير 1838 في Pottstown, Pennsylvania ‏ في الولايات المتحدة، وتوفي في 8 سبتمبر 1909 في مانهاتن في الولايات المتحدة.